# Шарков, Михаил Николаевич
Михаил Николаевич Шарков (29 ноября 1962 — 21 октября 2006) — советский и российский регбист, выступавший на позиции фланкера и восьмого (номера 6—8), мастер спорта СССР (1983).

## Биография
Воспитанник школы московского «Локомотива», первый тренер — Анатолий Тимошенко-младший. Выступал за молодёжный состав клуба в 1977—1980 годах, в 1981—1982 годах представлял куйбышевский «Сокол». В 1984—1991 годах снова играл за московский «Локомотив», в 1993 году представлял зеленоградский «Зенит-ЖЭСА», в 1994—1995 годах — «Фили».
В составе сборной СССР с 1988 по 1991 годы провёл 12 матчей, набрав 24 очка. Занял 4-е место на студенческом чемпионате мира во Франции в 1988 году, а также становился 4-м на турнире на призы газеты «Советский спорт» (1989) и турнире в составе второй сборной СССР (1988). В 1990 году сыграл впервые на Гонконгском турнире по регби-7 в составе советской сборной (15-е место). В 1992 году выступал в составе сборной России по регбилиг, участвовал в турне по ЮАР.
Похоронен на Хованском кладбище в Москве.